# JR East série GV-E400
La série GV-E400 (GV-E400系, GV-E400-kei) est un type d'autorail à une ou deux caisses exploité par la compagnie East Japan Railway Company (JR East) au Japon.

## Description
Les autorails de la série GV-E400 sont les premiers modèles à transmission diesel-électrique (hors train hybride) à être exploitées par la JR East, avec des moteurs diesel entraînant des générateurs, qui à leur tour alimentent des moteurs de traction électriques. Ils ont une vitesse maximale de 100 km/h. La série est similaire à la série H100 de la JR Hokkaido.

## Histoire
Le premier exemplaire de la série GV-E400 est entré en service le 19 août 2019.

## Affectation
Les autorails de la série GV-E400 circulent sur les lignes suivantes :
- ligne principale Uetsu (préfectures de Niigata et de Yamagata),
- ligne principale Shin'etsu (préfecture de Niigata),
- ligne Yonesaka (préfectures de Niigata et Yamagata),
- ligne Ban'etsu Ouest (préfectures de Niigata et Fukushima),
- ligne Tsugaru (préfecture d'Aomori),
- ligne Gonō (préfectures d'Akita et Aomori),
- ligne principale Ōu (préfectures d'Akita et d'Aomori).

## Galerie photos

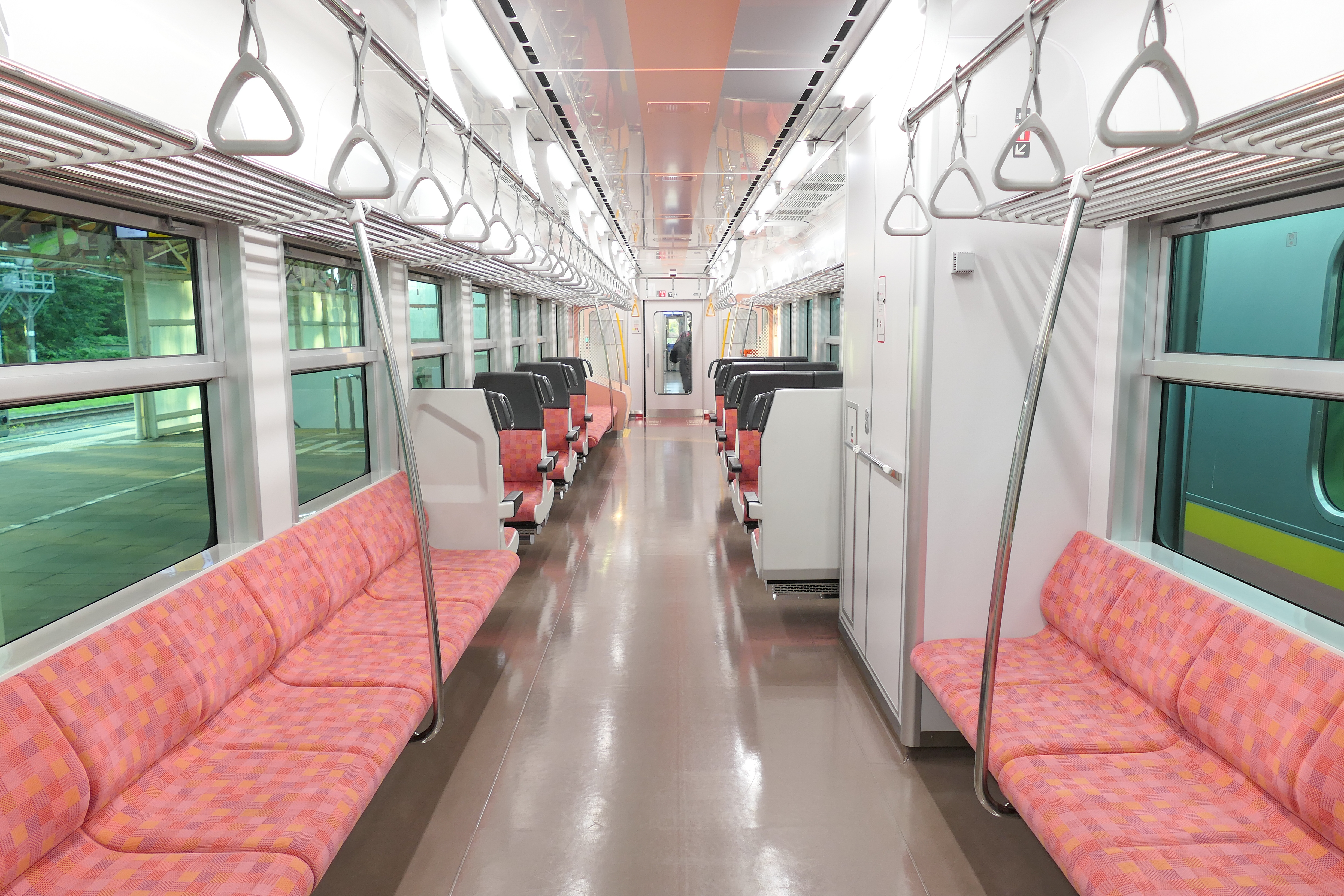
Intérieur d'une voiture.
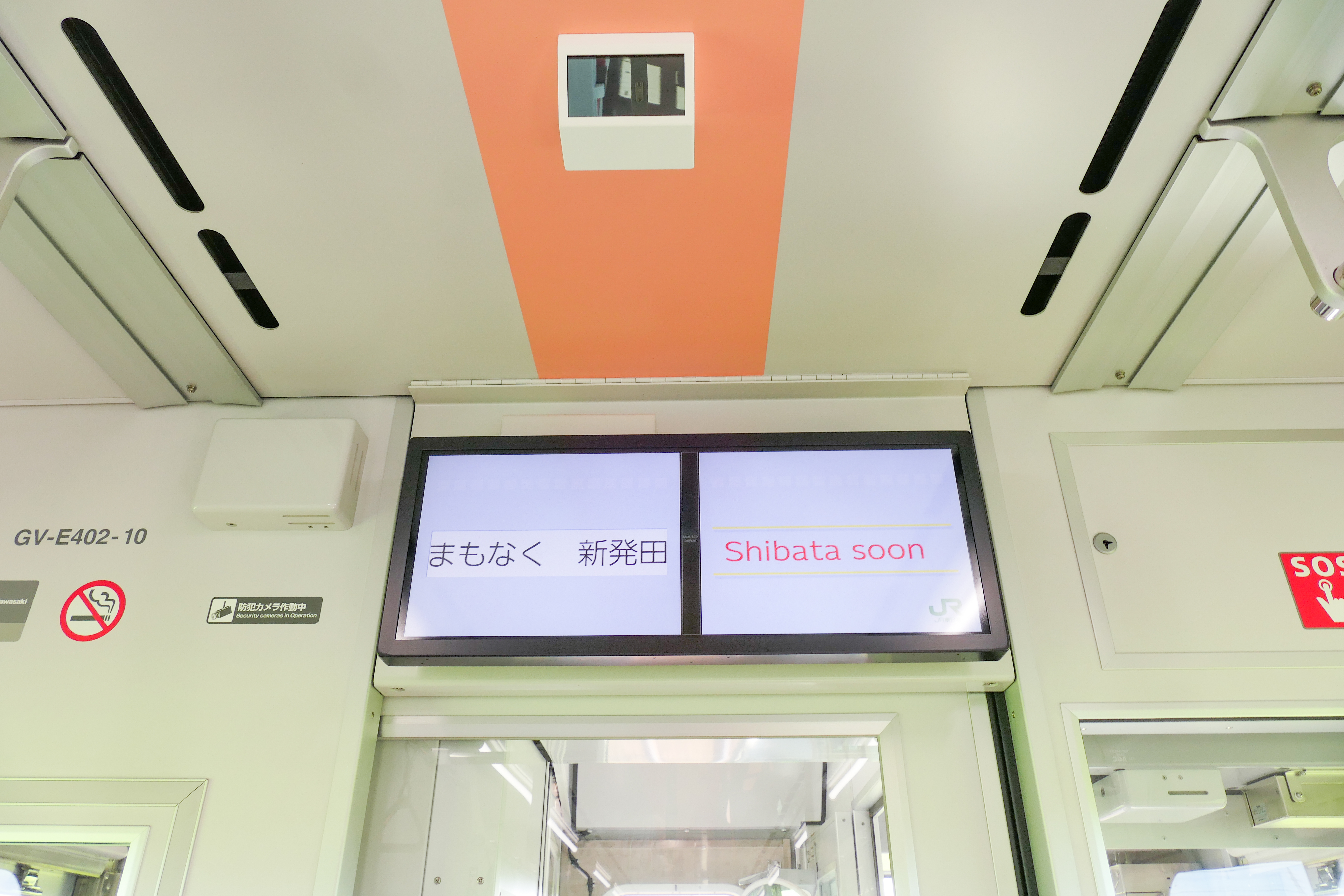
Ecrans d'information voyageurs.
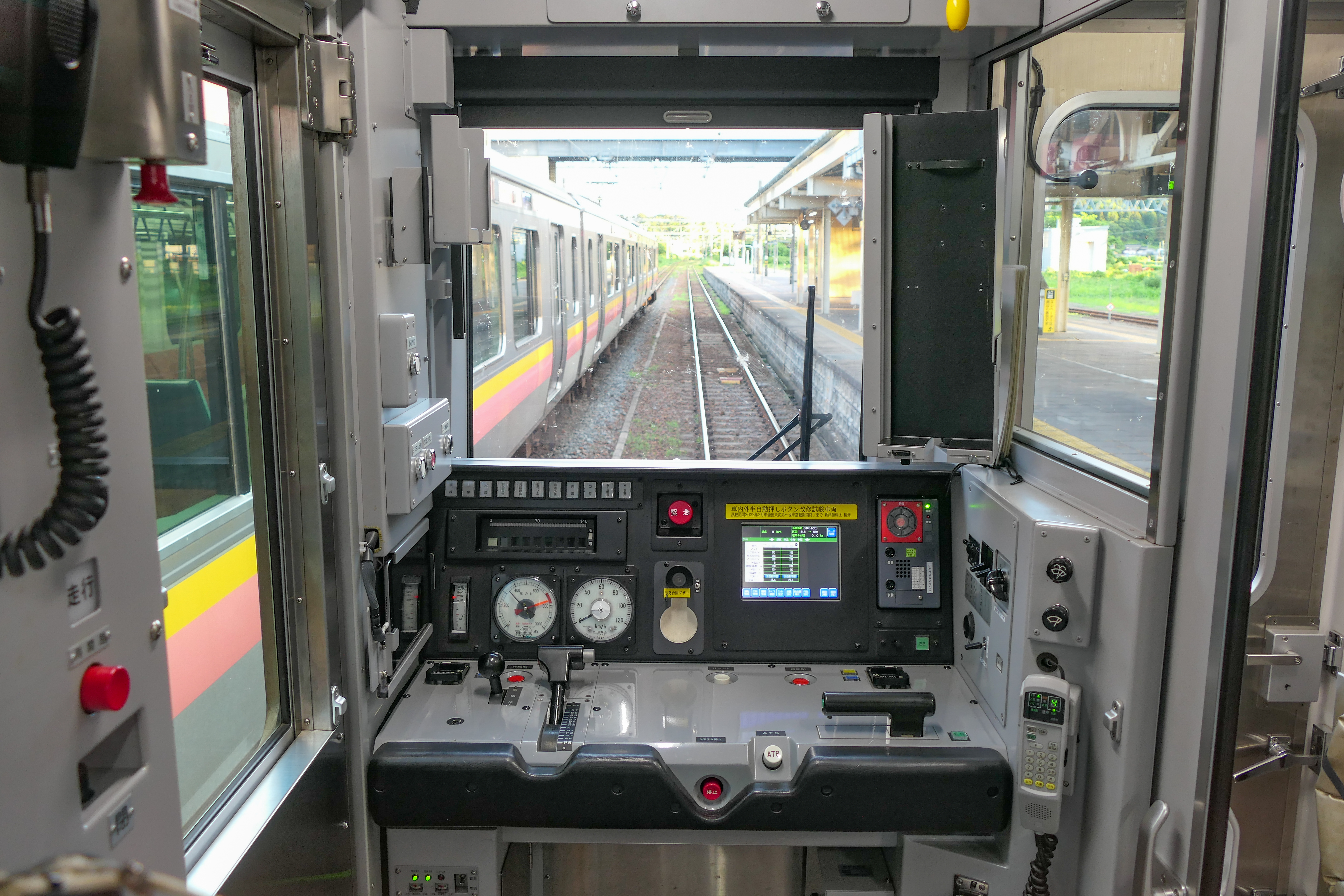
Cabine de conduite.